# 国際連合安全保障理事会決議82
国際連合安全保障理事会決議82（こくさいれんごうあんぜんほしょうりじかいけつぎ82）は、1950年6月25日に国際連合安全保障理事会（国連安保理）で採択された決議である。朝鮮戦争開戦のきっかけとなった、北朝鮮による韓国への侵攻の即時中止を求める決議であり、賛成9、反対0、棄権1で採択された。ソビエト連邦が、中華民国が中国を代表して国連における議席を有していることに抗議して安保理を欠席したことで、ソ連の拒否権が行使されなかったことにより決議が採択された。
朝鮮半島は、第二次世界大戦後、北緯38度線を境にアメリカ合衆国とソ連の占領軍に分断されていた。アメリカとソ連の間で冷戦が始まると、朝鮮半島の緊張が高まった。そして1950年6月25日、北朝鮮が韓国に侵攻して開戦に至った。この間、国連は韓国を支持し、朝鮮半島における唯一の合法的な政府とみなしていた。
この決議は、北朝鮮に対して、侵攻を直ちに中止し、軍を38度線まで戻すことを求めたものである。この決議は、アメリカの外交的勝利と見られたが、北朝鮮はこの決議を完全に無視した。これにより、国連とアメリカはさらなる行動を起こし、国際的な大規模な関与と朝鮮戦争の拡大へとつながっていった。

## 背景

### 朝鮮半島の分割
第二次世界大戦終戦後、それまで大日本帝国が統治していた朝鮮半島は、38度線を境に分割された。北側はソ連が占領し、金日成のもとで共産主義国家の「朝鮮民主主義人民共和国」（北朝鮮）が成立した。南側はアメリカが占領し、反共産主義のである李承晩が率いる「大韓民国」（韓国）が成立した。アメリカとソ連の間で緊張が高まる中、朝鮮半島の両政府は朝鮮半島全土の主権を主張した。
1947年11月14日、国連総会決議112により、朝鮮半島の自由選挙を監視する臨時委員会が設置された。国連は朝鮮半島を一つの政府のもとに統一することを意図していたが、国連委員会は北朝鮮に入ることができなかった。韓国の選挙を監視した後、国連は1948年12月12日に、「できるだけ早く一つの政府の下で国家を樹立し、米ソ占領軍を撤退させる」とした国連総会決議195を採択した。
時間が経つにつれ、北朝鮮政府はより攻撃的になり、南北の軍隊間の小競り合いが頻繁に起こるようになった。事態の悪化を防ぐために、国連の軍事監視団が現地に派遣された。1949年10月21日に採択された国連総会決議293により、韓国政府が朝鮮半島における唯一の合法的政府として承認された。北朝鮮はこれに対して、朝鮮半島での国連活動の合法性を否定し、国連職員を国外追放するという扇動的な反応を示した。

### 戦争の勃発
1950年6月25日未明（現地時間）、朝鮮人民軍（北朝鮮軍）の10個師団が韓国への本格的な侵攻を開始した。8万9千人の部隊は6列に分かれて移動し、国境付近の大韓民国国軍（韓国軍）は意表を突かれて壊滅状態となった。当時の韓国軍は、装備の不足が蔓延しており、戦争への準備ができていなかった。数的に優位な北朝鮮軍は、国境付近にいた3万8千人の韓国軍の孤立無援の抵抗を破り、南下を始めた。国境付近の韓国軍のほとんどは、この侵攻を前にして撤退していった。北朝鮮軍は数時間のうちに韓国の首都ソウルに到達し、韓国政府と韓国軍はさらに南に退却せざるを得なくなった。
北朝鮮侵攻のニュースは、在韓の大使や特派員を介して、瞬く間に世界に広まっていった。アメリカのジャーナリストは初動から5時間以内に侵攻の様子を報じており、ジョン・ジョセフ・ムチオ駐韓アメリカ大使は午前10時26分（東部標準時6月24日午後9時26分）に国務省に電報を打っている。戦闘が激しさを増す中で、アメリカ合衆国国務長官のディーン・アチソンは、ハリー・S・トルーマン大統領（週末にミズーリ州インディペンデンスの自宅で休養していた）とトリグブ・リー国連事務総長に状況を伝えた。トルーマンはこの侵攻を真珠湾攻撃になぞらえ、ノルウェー出身のリーは第二次世界大戦中のドイツのノルウェー侵攻を思い起こしていた。この攻撃が第三次世界大戦につながることを恐れたトルーマンは、紛争の拡大を防ぐために一刻も早く行動することを決意した。ムチオは韓国大統領李承晩と会談し、李は、韓国軍は10日以内に弾薬が尽き、単独では侵攻を阻止できないことを伝えた。李は、国連とアメリカに韓国への支援を要請した。
リーは、東部標準時6月25日午後2時に国連安保理の第473回会合を招集した。会合の冒頭、国連朝鮮委員会からの詳細な報告を受け、リーは各国代表者に状況を説明し、国連は朝鮮半島の平和を回復するための行動をとるべきであると主張した。国連朝鮮委員会によると、事態は本格的な戦争の様相を呈していた。その後、アメリカ代表のアーネスト・グロスがムチオ大使からの報告を行った。
アメリカは、北朝鮮の侵攻は国連憲章第7章に違反する平和の破壊であるとの決議を提出した。グロスは、韓国の張勉国連大使の出席を要請し、認められた。ユーゴスラビア代表が北朝鮮の外交官の出席も要求したが、この要求は認められなかった。北朝鮮は国連に加盟しておらず、代表権を持っていないためである。張は、侵略は「人道に対する罪」だとする事前に用意した声明を読み上げ、「韓国の建国に大きな役割を果たした国連には、侵略から韓国を守るために協力する責任がある」と述べた。国連安保理はこの決議案を討議し、文言の修正・変更を経て採択された。

## 決議
この決議は、賛成9、反対0、棄権1で採択された。賛成したのは、アメリカ、イギリス、中華民国、フランス、キューバ、エクアドル、ノルウェー、エジプト、インドである。ユーゴスラビアは棄権した。
ソ連代表は、年初に安保理常任理事国の座が中華人民共和国（本土）ではなく中華民国（台湾）に移ったことをめぐる手続き上の不一致のため、全ての国連の会合をボイコットしていた。ソ連のヤコフ・マリク国連大使は、ヨシフ・スターリンから国連安保理に出席しないよう直々に命じられていた。ソ連代表がこの安保理会合に出席していた場合、拒否権を行使したことが想定されるが、ソ連代表は安保理の会合に欠席し、拒否権が行使されることはなかった。
リーは、この紛争が国連の権威に対する挑戦であると考え、この決議を強く支持していた。

## その後
この決議は、北朝鮮を紛争の加害者と認定したものであり、アメリカにとっては政治的勝利と見なされた。
安保理決議とは別に、トルーマンはその日の早いうちに統合参謀本部に対し、極東のアメリカ軍を管轄していたダグラス・マッカーサー陸軍大将に連絡を取るように命じていた。マッカーサーには、韓国からアメリカ国民を避難させるための船を準備するように命じ、ソウル・金浦地区の韓国軍を支援するために、釜山に弾薬や物資を送ることを許可した。これらはアメリカ軍の部隊が護衛することになっていた。トルーマンはマッカーサーに対し、状況を把握して韓国を支援する方法を決定するために、調査チームを韓国国内に派遣するよう指示した。トルーマンはまた、この地域に移動するためにアメリカ海軍の動員を命じた。
その後、アメリカ代表団はソ連代表団に連絡を取り、クレムリンが北朝鮮に対して影響力を行使して決議に従わせることを要請するメッセージを送ったが、ソ連はこの要請を拒否した。6月27日に安保理会合が開催され、今後の対応を協議した結果、朝鮮半島の平和を回復するために他の国連加盟国による軍事介入を勧告する安保理決議83が採択された。数日のうちに、複数の国の艦船や航空機、そしてアメリカ軍の最初の大規模な編成が韓国に移動し、本格的な紛争の舞台となった。

## 評価
2010年、『フォーリン・ポリシー』誌のコラムでコルム・リンチは、この決議を「史上最悪の国連決議10選」の一つに挙げて批判した。ソ連がボイコットを解消した後、拒否権を行使して北朝鮮に対するあらゆる決議を阻止することが想定された。これに対してアチソンは、加盟国が国連安保理を回避して、武力行使に関する勧告などの承認を総会で求めることができる新しい手続きである「平和のための結集決議」（国連総会決議377）を国連総会に提案し、採択された。これにより、国連安保理では決議できない国際的な平和と安全に対する脅威に対処するために、緊急特別総会が開催できるようになった。リンチは、1997年にアラブ諸国がイスラエルとパレスチナの紛争とイスラエルによるヨルダン川西岸とガザ地区の占領を解決するために第10回緊急特別総会を開いたことで、アメリカにとって意図しない悪い結果が生じたと書いている。アメリカの拒否権を回避するために開催されたこの緊急特別総会は、その後10年間で30回にわたって開催され、2021年現在でも閉会されていない。

### 情報源
- Alexander, Bevin (2003), Korea: The First War We Lost, New York City, New York: Hippocrene Books, ISBN 978-0-7818-1019-7
- Appleman, Roy E. (1998), South to the Naktong, North to the Yalu: United States Army in the Korean War, Washington, D.C.: Department of the Army, ISBN 978-0-16-001918-0
- Edwards, John M. (2010), Historical Dictionary of the Korean War, Lanham, Maryland: Scarecrow Press, ISBN 978-0-8108-6773-4
- Lynch, Colum (May 21, 2010), The 10 worst U.N. Security Council resolutions ever, Foreign Policy 2011年10月29日閲覧。
- Millett, Allan R. (2000), The Korean War, Volume 1, Lincoln, Nebraska: University of Nebraska Press, ISBN 978-0-8032-7794-6
- Wellens, Karel (1990), Resolutions and statements of the United Nations Security Council (1946–1989), Leiden, Netherlands: Brill Publishers, ISBN 978-0-7923-0796-9